# Бернем (лунный кратер)
Кратер Бернем (лат. Burnham) — небольшой ударный кратер в центральной части видимой стороны Луны. Название дано в честь американского астронома Шербёрна Уэсли Бёрнхема (1838—1921) и утверждено Международным астрономическим союзом в 1935 г.

## Описание кратера

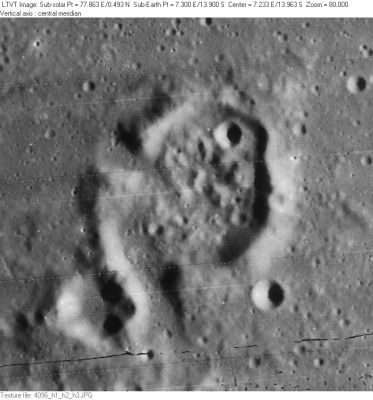
Снимок кратера Бернем с борта зонда Lunar Orbiter - IV.

Ближайшими соседями кратера являются кратер Аль-Баттани на северо-западе; кратер Ричи на севере-северо-востоке; кратер Абу-ль-Фида на востоке; кратер Фогель на юго-западе. Селенографические координаты центра кратера — 13°55′ ю. ш. 7°15′ в. д. / 13,92° ю. ш. 7,25° в. д., диаметр — 24 км, глубина — 0,76 км.
Вал кратера имеет полигональную форму, в юго-западной части кратера расположен тонкий выступ. В юго-западной и северо-западной частях вала имеются бреши, причем юго-западная брешь продолжается долиной, удаляющейся на 15 км от кратера. Высота вала над окружающей местностью составляет около 800 м, объем кратера — около 400 км³. Чаша кратера имеет пересеченное неровное дно.

## Сателлитные кратеры

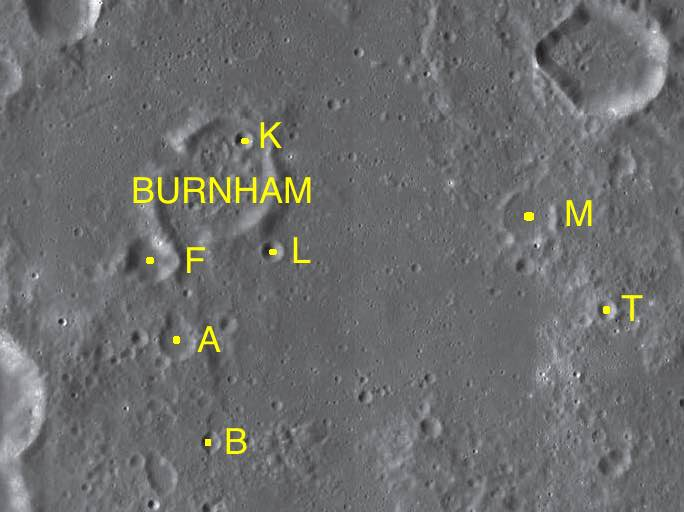
Фрагмент карты LAC-77.

| Бернем | Координаты                                          | Диаметр, км |
| ------ | --------------------------------------------------- | ----------- |
| A      | 14°48′ ю. ш. 7°02′ в. д. / 14,80° ю. ш. 7,03° в. д. | 6,1         |
| B      | 15°22′ ю. ш. 7°13′ в. д. / 15,36° ю. ш. 7,22° в. д. | 3,4         |
| F      | 14°21′ ю. ш. 6°53′ в. д. / 14,35° ю. ш. 6,88° в. д. | 8,4         |
| K      | 13°41′ ю. ш. 7°24′ в. д. / 13,69° ю. ш. 7,40° в. д. | 3,1         |
| L      | 14°18′ ю. ш. 7°34′ в. д. / 14,30° ю. ш. 7,57° в. д. | 3,8         |
| M      | 14°07′ ю. ш. 9°01′ в. д. / 14,12° ю. ш. 9,02° в. д. | 9,3         |
| T      | 14°38′ ю. ш. 9°28′ в. д. / 14,63° ю. ш. 9,47° в. д. | 3,4         |